# Henk Pieterse

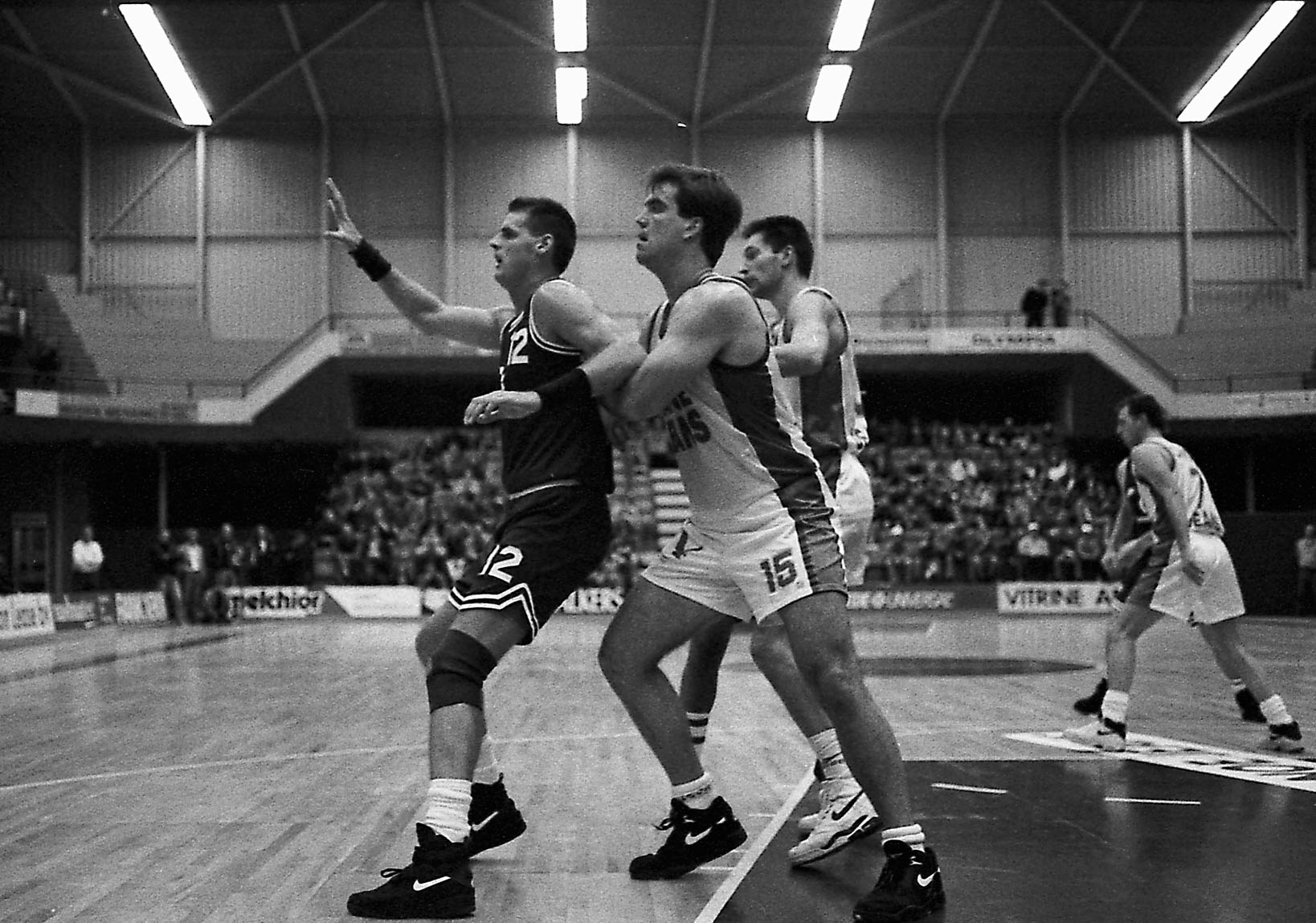
Henk Pieterse

Hendrik „Henk“ Pieterse (* 4. Dezember 1959 in Amsterdam) ist ein ehemaliger niederländischer Basketballspieler.

## Laufbahn
Pieterse begann erst mit 17 Jahren mit dem Basketball. Der 2,11 Meter große Innenspieler gehörte von 1978 bis 1980 dem niederländischen Erstligisten Amsterdam Canadians an. Er ging in die Vereinigten Staaten, spielte und studierte von 1980 bis 1984 am Kentucky Wesleyan College.
Von 1984 bis 1990 war er Spieler des Erstligisten EBBC aus Den Bosch. Mit EBBC wurde er viermal Landesmeister und nahm mit der Mannschaft auch am Europapokal der Landesmeister teil. 1989 trainierte er in der Saisonvorbereitung bei der NBA-Mannschaft Philadelphia 76ers mit, erhielt aber keinen Vertrag. In der Saison 1990/91 spielte Pieterse für VBC Akrides in der ersten niederländischen Liga, 1991/1992 dann bei BV Noordkop. Mit letzterer Mannschaft wurde er Landesmeister und trat ebenfalls im Europapokal der Landesmeister an.
Pieterse spielte von 1992 bis 1994 in Belgien (Willebroek sowie Sint-Niklaas), 1994/95 wieder in Den Bosch und anschließend in Deutschland: Von 1995 bis 2002 bei den NVV Lions Mönchengladbach sowie ab 2002 bei den Krefeld Panthers.
1983 und 1987 nahm er mit der niederländischen Nationalmannschaft an der Europameisterschaft teil. Er bestritt 101 Länderspiele für sein Land.
Pieterse wurde beruflich als Betreiber von Basketballtrainingslagern und als Vortragsredner tätig.